# Lasiopodomys mandarinus
Lasiopodomys mandarinus là một loài động vật có vú trong họ Cricetidae, bộ Gặm nhấm. Loài này được Milne-Edwards mô tả năm 1871.